# Rally Rías Baixas de 2003
El Rally Rías Baixas de 2003, oficialmente 39.º Rallye Rías Baixas Redcom, fue la trigesimonovena edición y la cuarta cita de la temporada 2003 del Campeonato de España de Rally. Se celebró del 31 de mayo al 1 de junio y contó con un itinerario de once tramos que sumaban un total de 152 km cronometrados.

## Itinerario
| Día   | Tramo | Nombre     | Distancia |
| ----- | ----- | ---------- | --------- |
| Día 1 | TC1   | Mondariz   | 18.15 km  |
| Día 2 | TC2   | As Neves   | 10.88 km  |
| Día 2 | TC3   | Salceda    | 13.53 km  |
| Día 2 | TC4   | Mondariz   | 18.15 km  |
| Día 2 | TC5   | As Neves   | 10.88 km  |
| Día 2 | TC6   | Fornelos   | 16.41 km  |
| Día 2 | TC7   | Maceira    | 9.20 km   |
| Día 2 | TC8   | Ponteareas | 14.55 km  |
| Día 2 | TC9   | Fornelos   | 16.41 km  |
| Día 2 | TC10  | Maceira    | 9.20 km   |
| Día 2 | TC11  | Ponteareas | 14.55 km  |

## Clasificación final
| Pos. | Piloto               | Copiloto              | Automóvil                | Tiempo  | Diferencia |
| ---- | -------------------- | --------------------- | ------------------------ | ------- | ---------- |
| 1.   | Miguel Ángel Fuster  | José Vicente Medina   | Citroën Saxo Kit Car     | 1:32:41 | 0.0        |
| 2.   | Jesús Puras          | Ezequiel Nazábal      | Renault Clio S1600       | 1:32:46 | +0:05      |
| 3.   | Joan Vinyes          | Xavier Lorza          | Peugeot 206 S1600        | 1:33:23 | +0:42      |
| 4.   | Sergio Vallejo       | Diego Vallejo         | Fiat Punto S1600         | 1:33:59 | +1:18      |
| 5.   | Manuel Cabo          | Eduardo González      | Citroën Saxo Kit Car     | 1:34:49 | +2:08      |
| 6.   | Eloy Entrecanales    | José Manuel Cobo      | Fiat Punto S1600         | 1:35:27 | +2:46      |
| 7.   | Dani Sordo           | Juan Antonio Castillo | Mitsubishi Lancer Evo VI | 1:35:45 | +3:04      |
| 8.   | Rantur               | Roberto González      | Citroën Saxo Kit Car     | 1:36:13 | +3:32      |
| 9.   | Enrique García Ojeda | Raquel Fernández      | Peugeot 206 S1600        | 1:36:25 | +3:44      |
| 10.  | Santi Concepción     | Víctor del Rosario    | Mitsubishi Lancer Evo VI | 1:38:11 | +5:30      |